# Erich Lange (Politiker, 1908)
Erich Lange (* 23. Februar 1908 in Liegnitz, Provinz Schlesien; † 1. Juli 1954 in Berlin) war ein deutscher Politiker (SPD).
Erich Lange war Schüler eines der Arbeiter-Abiturientenkurse an der Karl-Marx-Schule in Berlin-Neukölln. Er trat der Sozialistischen Arbeiter-Jugend (SAJ) und 1925 der SPD bei. Zunächst studierte er an der Deutschen Hochschule für Politik, später an der Universität Berlin Rechts- und Staatswissenschaften. Lange wurde Verwaltungsangestellter.
Nach dem Zweiten Weltkrieg wurde Lange bei der ersten Berliner Wahl 1946 in die Bezirksverordnetenversammlung (BVV) im Bezirk Friedrichshain gewählt. Die BVV wählte ihn zwar zum Bezirksbürgermeister von Berlin-Friedrichshain, doch der sowjetische Stadtkommandant Alexander Georgijewitsch Kotikow verweigerte ihm im Januar 1947 die notwendige Bestätigung. Bezirksbürgermeister wurde dann Wilhelm Mardus (SPD). Bei der folgenden Wahl 1948 wurde Lange in die Stadtverordnetenversammlung von Groß-Berlin gewählt, Ende Dezember 1950 schied er aus dem Parlament aus. Er wurde Abteilungsleiter beim Senat von Berlin.